# Gaspésie–Îles-de-la-Madeleine

Gaspésie–Îles-de-la-Madeleines läge i Quebec.

Gaspésie–Îles-de-la-Madeleine är en administrativ region i Québec i Kanada. Den består av två delar: halvön Gaspésie och (sedan 1987) ögruppen Îles de la Madeleine – båda vid Saint Lawrenceviken i östligaste Québec. De viktigaste näringarna är fiske, skogsbruk och turism. Regionen omfattar 20 308,1 km² och hade 94 336 invånare 2006. Med undantag av ett fåtal byar bor hela befolkningen längs kusten, i samhällen med oftast mindre än 5 000 invånare. Den största staden är Gaspé, nära halvöns spets, som hade 14 819 invånare 2006.

## Administrativ indelning
Gaspésie–Îles-de-la-Madeleine är indelat i fem sekundärkommuner (municipalités régionales de comté) och en agglomération med sekundärkommunala uppgifter, Communauté maritime des Îles-de-la-Madeleine. I den senare sköter en gemensam nämnd inom Les Îles-de-la-Madeleines kommunala organisation vissa uppgifter även för Grosse-Île. Två indianreservat, Gesgapegiag och Listuguj, står utanför sekundärkommunindelningen. Sammanlagt finns 44 primärkommuner inklusive indianreservaten, och sju kommunfria områden.

### Municipalités régionales de comté
- Avignon (centralort Nouvelle)
- Bonaventure (centralort New Carlisle)
- La Côte-de-Gaspé (centralort Gaspé)
- La Haute-Gaspésie (centralort Sainte-Anne-des-Monts)
- Le Rocher-Percé (centralort Chandler)